# The Souls of Black Folk

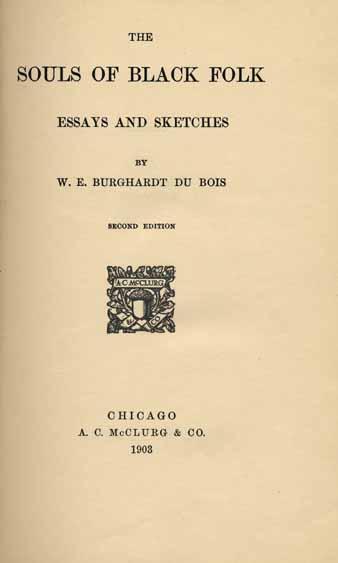
The Souls of Black Folk (Second edition, 1903)

The Souls of Black Folk („Die Seelen der Schwarzen“) ist eine wegweisende Sammlung der Soziologie- und afroamerikanischen Literaturgeschichte und enthält eine Reihe bahnbrechender Essays über ‚Rasse‘ und ‚Rassenbeziehungen‘ des Gelehrten und Aktivisten W. E. B. Du Bois (1868–1963).

## Einführung
Obwohl es 1903 zuerst erschien, wurden die meisten Texte, aus denen das Buch besteht, zwischen 1897 und 1903 verfasst. Häufig handelt es sich um überarbeitete Artikel, die zuvor in verschiedenen Zeitungen und Zeitschriften erschienen waren. Einige sind auch unveröffentlicht. Das Buch war sofort ein großer Erfolg, der bis heute anhält.
Du Bois erklärt gleich in der ersten Zeile seiner mit dem Untertitel Essays and Sketches versehenen Sammlung, warum er dieses Buch geschrieben hat:

„Herein lie buried many things which if read with patience may show the strange meaning of being black here in the dawning of the Twentieth Century. This meaning is not without interest to you, Gentle Reader; for the problem of the Twentieth Century is the problem of the color-line.
(in freier deutscher Übersetzung:)
Hier liegen viele Dinge begraben, die, wenn sie mit Geduld gelesen werden, die seltsame Bedeutung des Schwarzseins hier zu Beginn des 20. Jahrhunderts zeigen können. Diese Bedeutung ist nicht uninteressant für Sie, verehrter Leser, denn das Problem des 20. Jahrhunderts ist das Problem der Farbgrenze.“

Als frühes Werk auf dem Gebiet der Soziologie analysiert The Souls of Black Folk die Interaktionen zwischen den ‚Rassen‘ und bietet eine Lösung für die Konflikte und Ungleichheiten, die diese Interaktionen geprägt haben. Du Bois’ Arbeit zeigt, wie sich Amerika nach dem Bürgerkrieg neu konstruierte und neu definierte. Der amerikanische Schriftsteller, Bürgerrechtler und Gelehrte W. E. B. Du Bois, ein in Great Barrington, Massachusetts, freigeborener Afroamerikaner, war der erste Schwarze, der einen Doktortitel von der Harvard University erhielt, und war davon überzeugt, dass Bildung das Mittel sei, damit Afroamerikaner Gleichberechtigung erreichen können. Er schrieb eine Reihe wichtiger Bücher, darunter The Philadelphia Negro (1899), Black Folk, Then and Now (1899) und The Negro (1915).

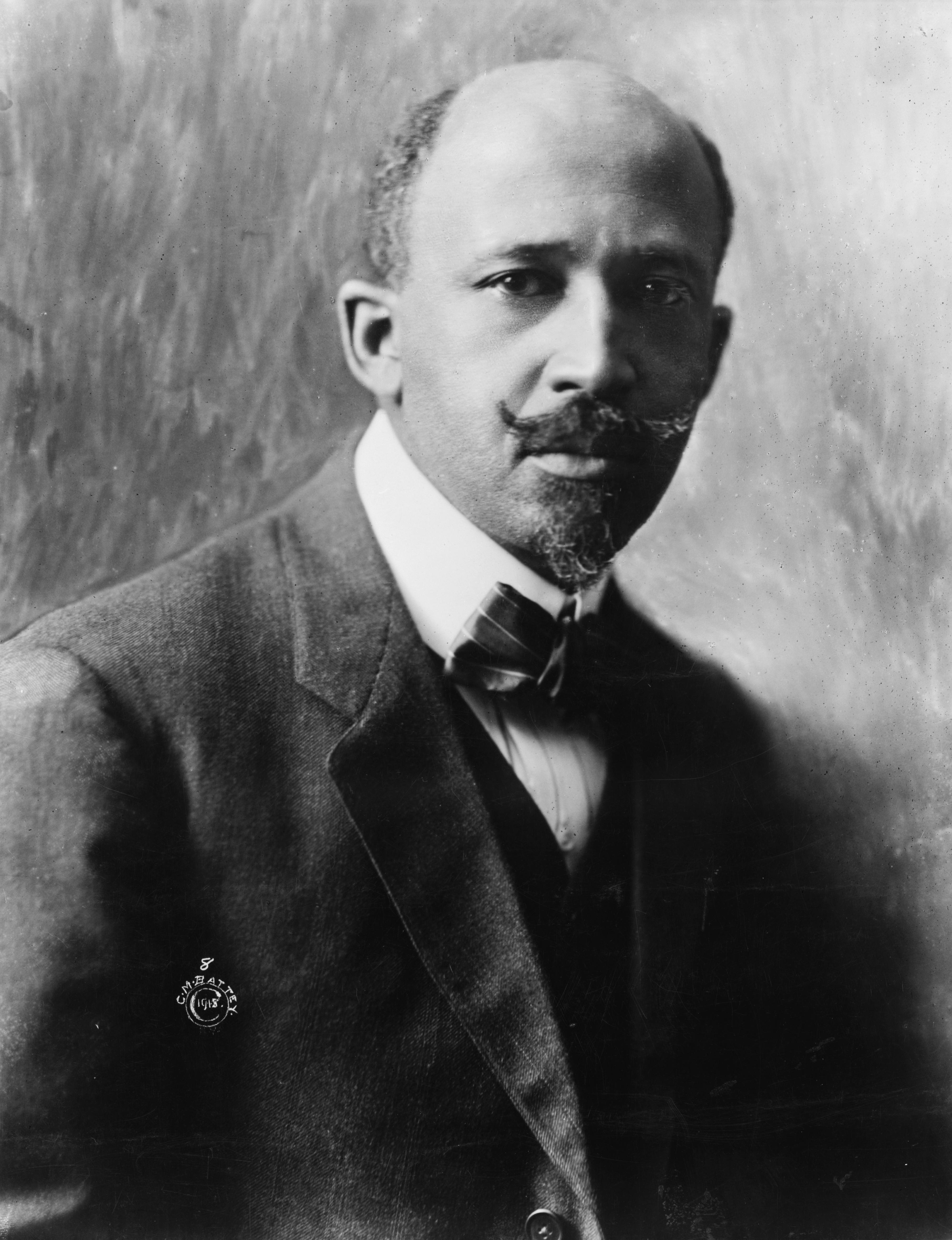
W. E. B. Du Bois (1918)

Die Seelen der Schwarzen ist ein klassisches Werk der amerikanischen Literatur. Es ist ein wegweisendes Werk in der Geschichte der Soziologie und ein Eckpfeiler der afroamerikanischen Literaturgeschichte. Um dieses wegweisende Werk zu entwickeln, schöpfte Du Bois aus seinen eigenen Erfahrungen als Afroamerikaner in der amerikanischen Gesellschaft. Abgesehen von seiner bemerkenswerten Bedeutung in der afroamerikanischen Geschichte nimmt Die Seelen der Schwarzen auch einen wichtigen Platz in den Sozialwissenschaften als eines der frühen Werke auf dem Gebiet der Soziologie ein.
Im Einzelnen tragen die darin enthaltenen Essays and Sketches die Titel:

## Inhaltsübersicht
The Forethought
I. Of our Spiritual Strivings
II. Of the Dawn of Freedom
III. Of Mr. Booker T. Washington and Others
IV. Of the Meaning of Progress
V. Of the Wings of Atalanta
VI. Of the Training of Black Men
VII. Of the Black Belt
VIII. Of the Quest of the Golden Fleece
IX. Of the Sons of Master and Man
X. Of the Faith of the Fathers
XI. Of the Passing of the First-Born
XII. Of Alexander Crummell
XIII. Of the Coming of John
XIV. Of the Sorrow Songs
The Afterthought

## Einordnung
The Souls of Black Folk vereint Texte ganz unterschiedlicher Genres: soziologische Untersuchung, Fiktion, Ethnomusikologie und Geschichte. Es gilt als von der deutschen Klassik und von der Völkerpsychologie Herders beeinflusst. Schwarze Musik – im zeitgenössischen Kontext vor allem Negro Spirituals – beispielsweise erklärte Du Bois zum „einzigartigen spirituellen Erbe der Nation“ und zum „größten Geschenk des Negervolks“.
Das Werk gilt mit Werken wie Up from Slavery von Booker T. Washington und The Autobiography of an Ex-Colored Man von James Weldon Johnson als einer der „Negro Classics“.